# Oscar Niemeyer
Oscar Niemeyer, fullständigt namn Oscar Ribeiro de Almeida Niemeyer Soares Filho, född 15 december 1907 i Rio de Janeiro, död 5 december 2012 i Rio de Janeiro, var en brasiliansk arkitekt.

## Biografi
Niemeyer samarbetade länge med Lucio Costa och ingick tillsammans med denne i ett team som uppförde Undervisningsministeriets byggnad i Rio de Janeiro under ledning av Le Corbusier, vilken fick stor betydelse för Niemeyers arkitektur. Det första stora provet på hans originalitet är fritidsanläggningen Pampulha utanför Belo Horizonte med klubbhus, restaurang och, framför allt, kyrkan São Francisco (1943) med dess asymmetriska bågformer.
Niemeyer var även en av huvudarkitekterna för Brasiliens huvudstad Brasília, som uppfördes under 1960-talet. Som huvudansvarig för de viktigaste byggnaderna utvecklade han en karakteristisk stil som känns igen i regeringskansliet Palácio do Planalto med sina karakteristiska kolonner, i katedralens blomkroneform och i kongresspalatsets konkava och konvexa skålformer.
Niemeyer var också en av de internationella designspecialister som, i samarbete med amerikanen Wallace Harrison, skapade Förenta nationernas högkvarter i New York, som invigdes 1951.

## Utmärkelser
Asteroiden 9246 Niemeyer är uppkallad efter honom.

## Fotogalleri

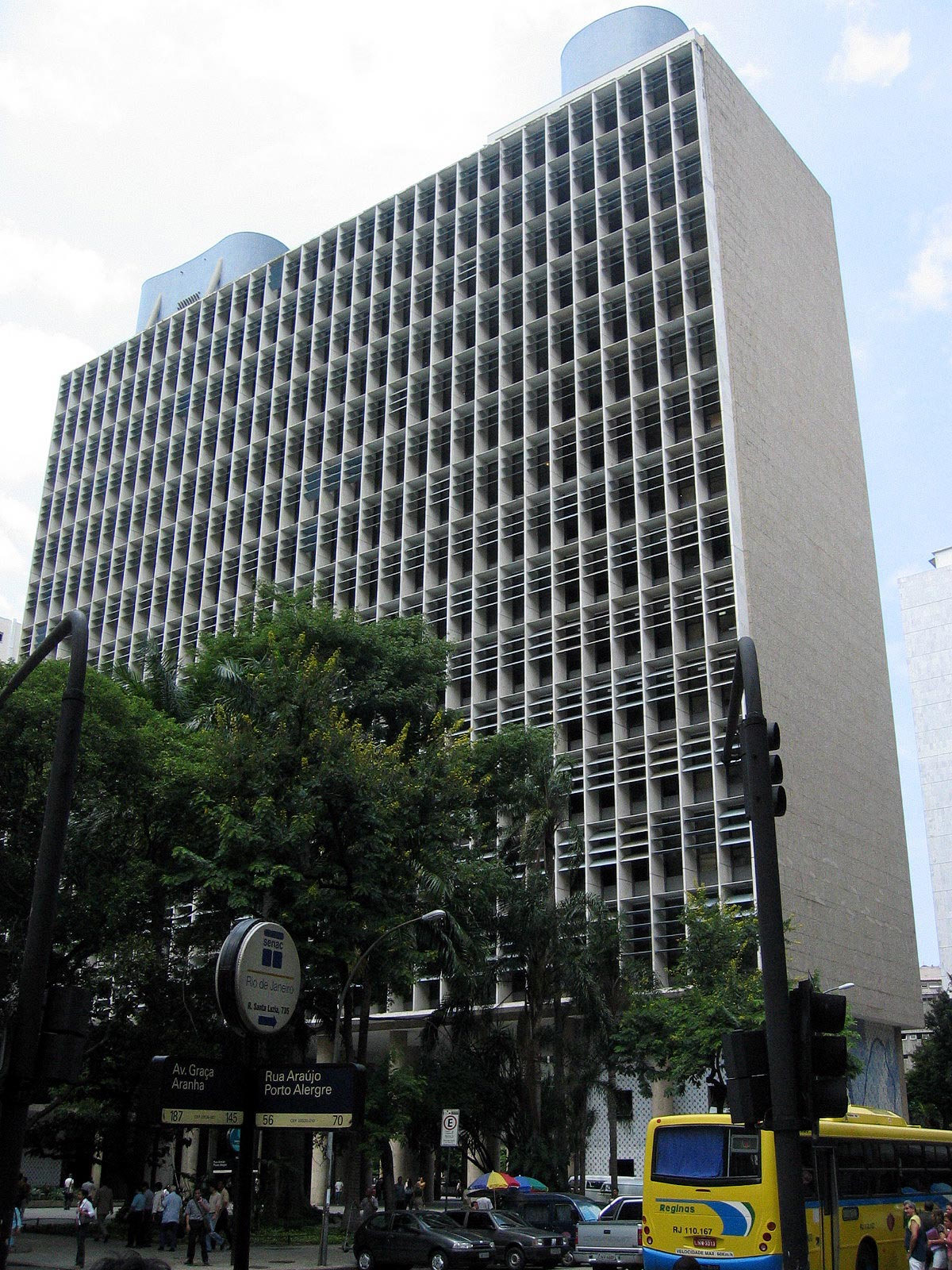
Ministério da Educação e Saúde, nuvarande Palácio Gustavo Capanema
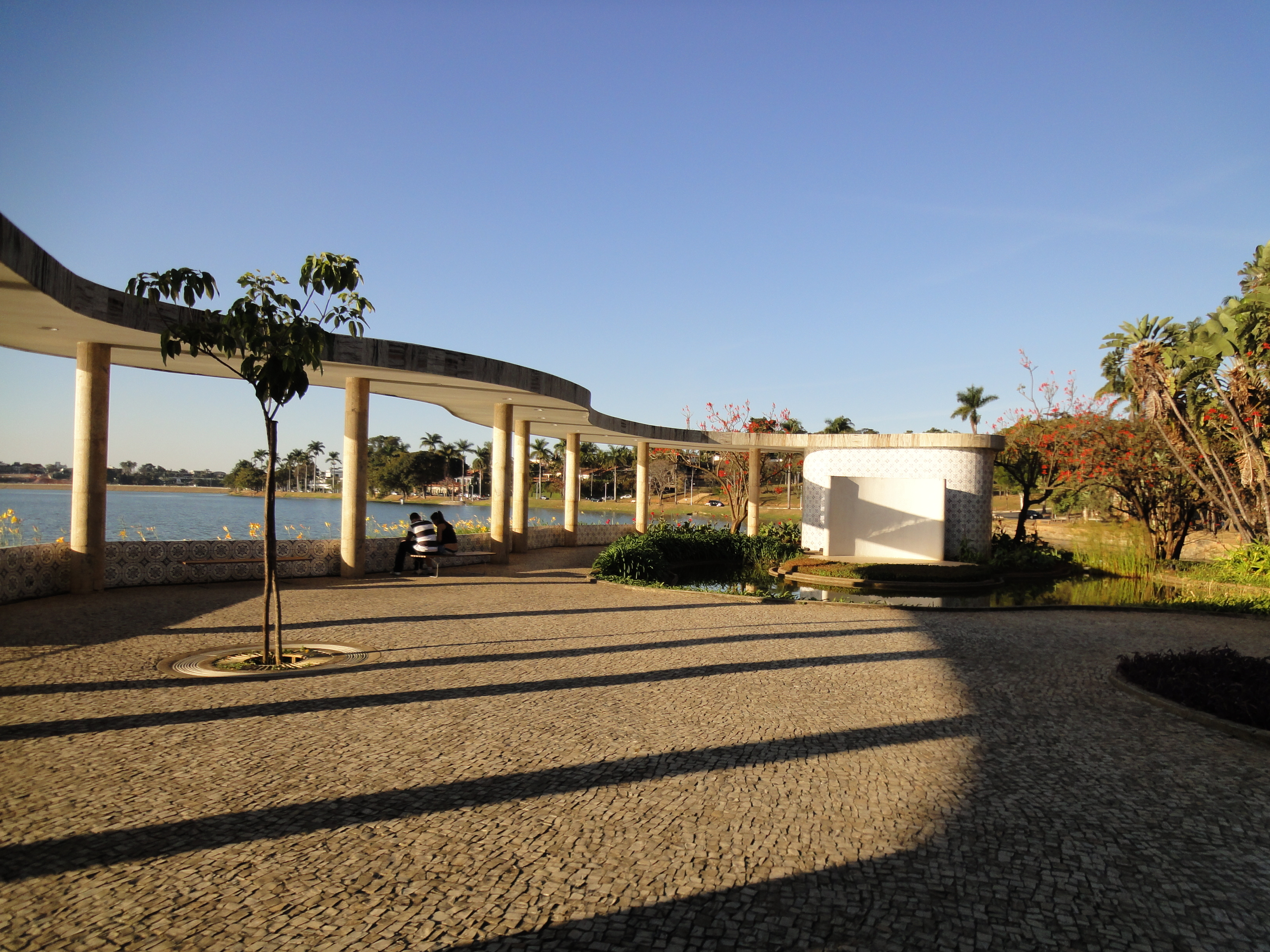
Marquise da Casa do Baile
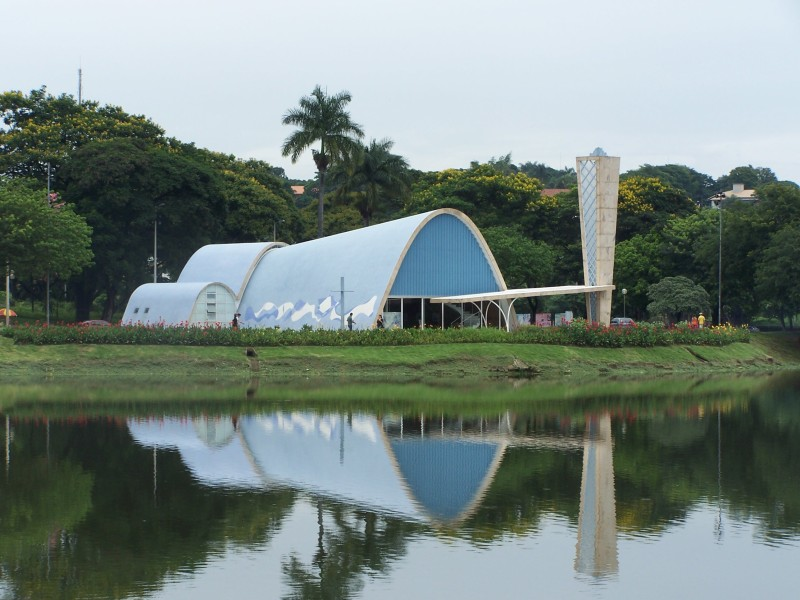
Kyrkan São Francisco de Assis i Belo Horizonte
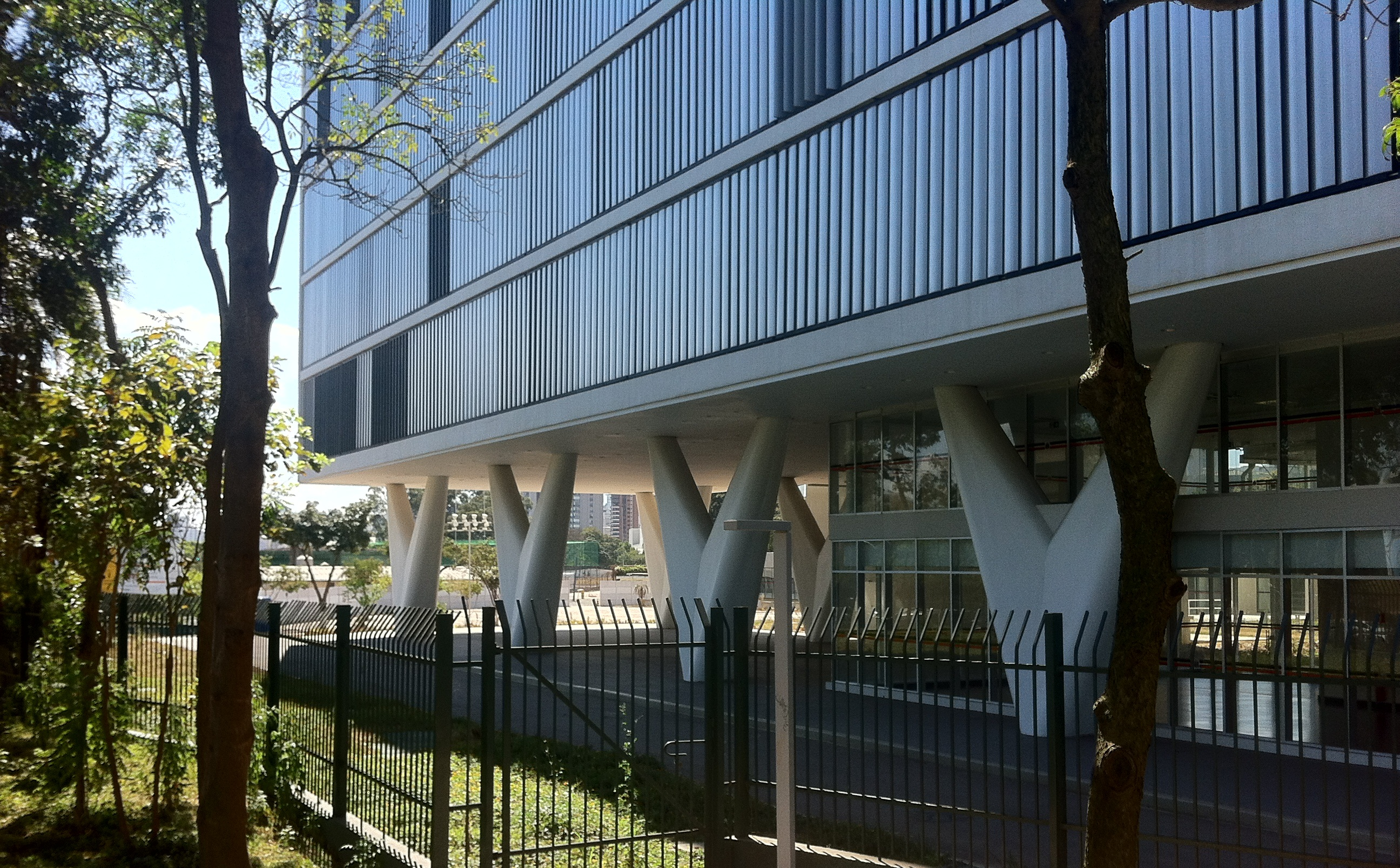
Palácio da Agricultura, nuvarande MAC USP
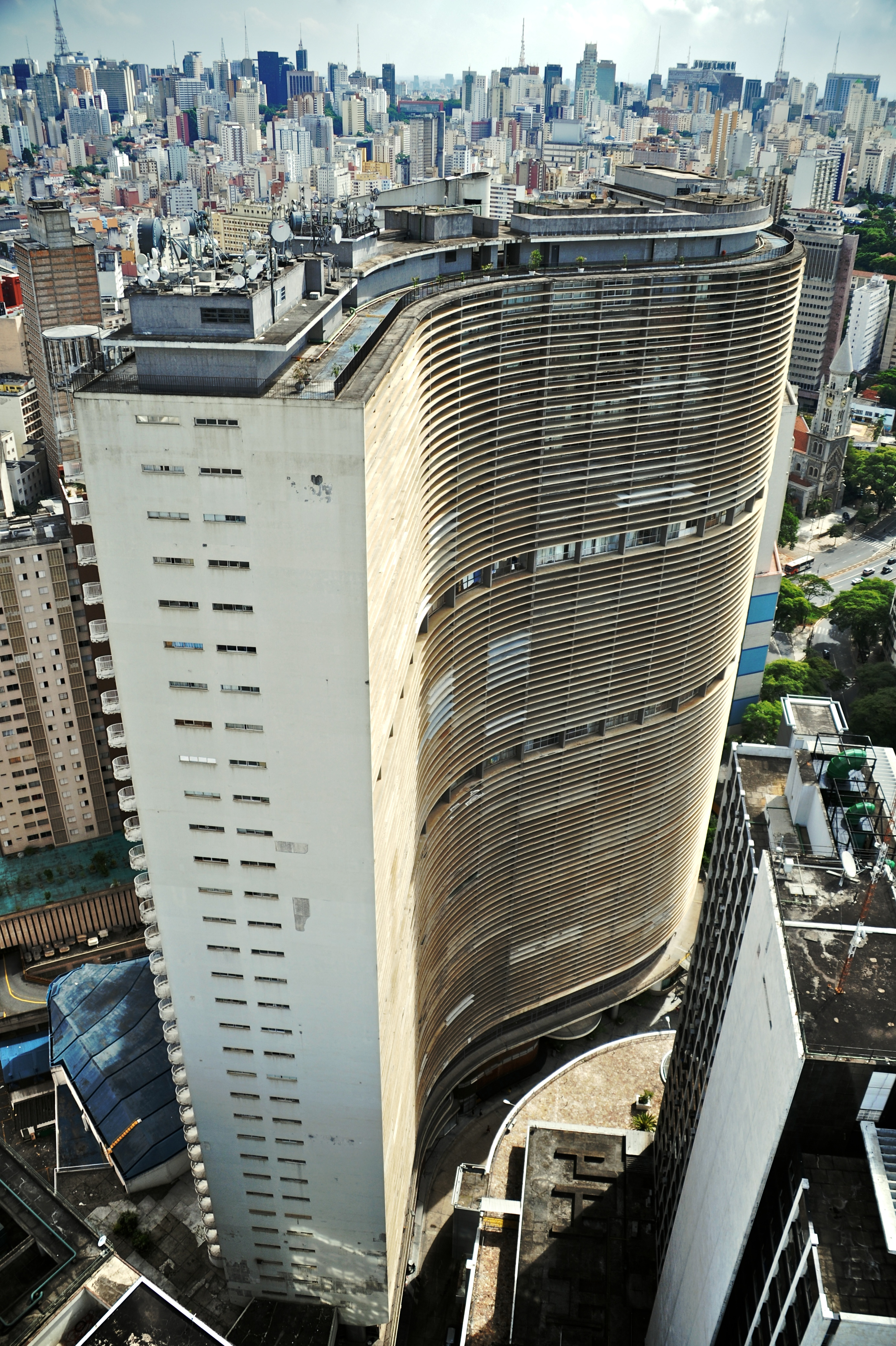
Edifício Copan i São Paulo
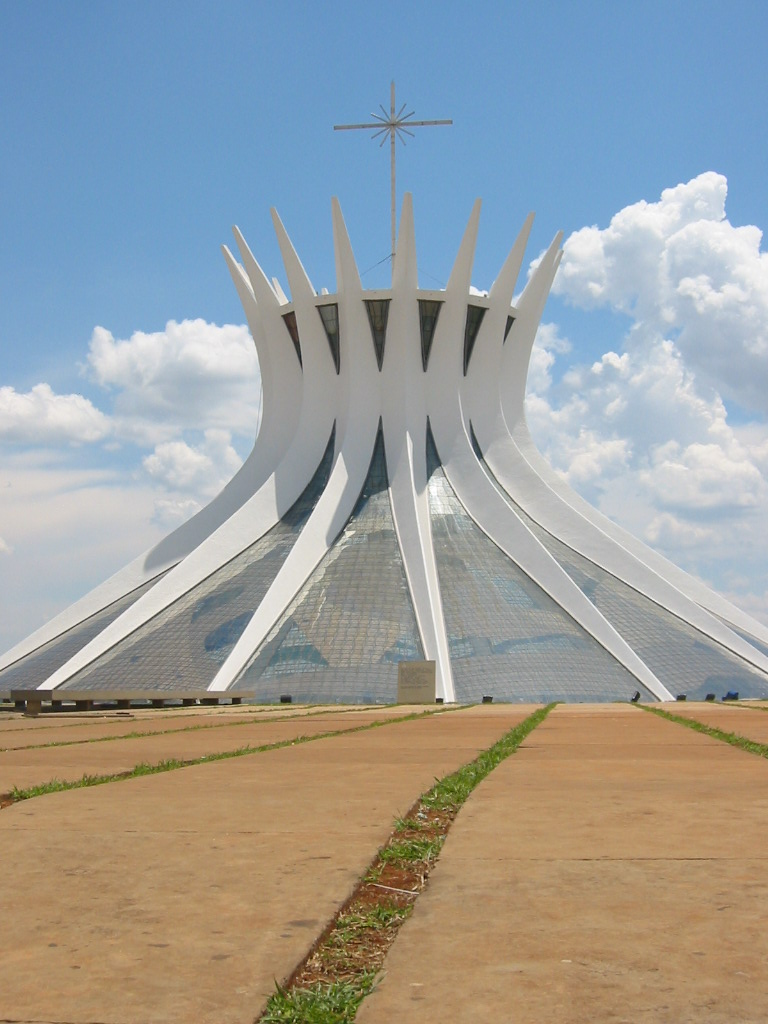
Katedralen i Brasília